# Thamnophilus pelzelni
A Thamnophilus pelzelni a madarak osztályának verébalakúak (Passeriformes) rendjébe és a hangyászmadárfélék (Thamnophilidae) családjába tartozó faj.

## Rendszerezése
A fajt Carl Edward Hellmayr osztrák ornitológus írta le 1924-ben, a Thamnophilus punctatus alfajaként Thamnophilus punctatus pelzelni néven.

## Előfordulása
Dél-Amerikában, Brazília területén honos. Természetes élőhelyei a szubtrópusi vagy trópusi síkvidéki esőerdők és lombhullató erdők. Állandó, nem vonuló faj.

## Megjelenése
Testhossza 14 centiméter, testtömege 16-20 gramm.
|  |  |

## Életmódja
Rovarokkal táplálkozik.

## Természetvédelmi helyzete
Az elterjedési területe rendkívül nagy, egyedszáma csökkenő, de még nem éri el a kritikus szintet. A Természetvédelmi Világszövetség Vörös listáján nem fenyegetett fajként szerepel.